# Trịnh Kiều
Sùng Nghĩa vương Trịnh Kiều (崇義王鄭橋, 1601 - 1642) là Thế tử của phủ chúa Trịnh dưới thời nhà Lê Trung Hưng trong lịch sử Việt Nam.

## Tiểu sử
Trịnh Kiều là con trai trưởng của Văn Tổ Nghị vương Trịnh Tráng, vị Chúa thứ hai của dòng họ Trịnh. Mẹ ruột của ông là bà Nguyễn Thị Ngọc Tú, tức Tây cung Chính phi của Trịnh Tráng. Cha của bà Ngọc Tú chính là chúa Tiên Nguyễn Hoàng của xứ Đàng Trong. Từ năm 1592 đến năm 1600, Nguyễn Hoàng - đang bị chúa Trịnh Tùng (cha Trịnh Tráng) giam giữ ở thành Thăng Long, cuối cùng ông ta dùng kế xúi giục các tướng cũ của nhà Mạc nổi lên làm phản khiến triều đình Lê - Trịnh một phen chấn động, nhân hỗn loạn thì Nguyễn Hoàng giong buồm về Thuận Hóa, bắt đầu xây dựng cơ nghiệp riêng của dòng họ Nguyễn. Vì Trịnh Tùng bận đối phó với phản quân họ Mạc nên tạm giảng hòa với Nguyễn Hoàng cho yên mặt nam; và cưới Ngọc Tú cho con trai thứ 2 của mình là Trịnh Tráng. Một năm sau, năm 1601, Trịnh Kiều - con trai trưởng của hai người, đã chào đời. Ngoài Trịnh Kiều, bà Ngọc Tú còn sinh thêm một người con gái nữa, là Trịnh Thị Ngọc Trúc - sau là Chính cung Hoàng hậu của vua Lê Thần Tông.
Trịnh Tráng lên nối ngôi Trịnh Tùng vào năm 1623. Ngày Bính Dần tháng 11 ÂL năm sau, Sùng quận công Trịnh Kiều đang ở quân doanh Tà Tiệp, được lệnh thống lĩnh các tướng Trịnh tiến đánh tàn dư của nhà Mạc ở Cao Bằng. Năm đó ông mới 24 tuổi, nhưng được đánh giá là anh dũng và mưu trí. Trận này quân Lê - Trịnh đã bắt sống được chúa Mạc là Mạc Kính Cung và các tướng Sùng Lễ, Tháo Thiết; bọn họ đều bị giải về kinh sư giết. Chúa Mạc Kính Khoan bỏ chạy sang đất nhà Minh, quân Lê - Trịnh đuổi theo không kịp đành trở về.
Ngày 11 tháng 3 năm 1632, Chúa sai Thiếu uý Lan quận công Nguyễn Thực cầm phù tiết, mang sách vàng, ấn bạc, phong Thái phó Sùng quận công Trịnh Kiều làm Khâm sai tiết chế các xứ thủy bộ chư dinh kiêm tổng nội ngoại Bình chương quân quốc trọng sự, Phó chưởng quốc chính, Thái úy Sùng quốc công, cho mở phủ Hùng Uy mở bên trái Nam môn và được đặt các quan thuộc. Với quyết định này, Trịnh Kiều trở thành người Phó chưởng quốc chính, khẳng định địa vị Thế tử của ông trong phủ Chúa.
Ngày 21 tháng 7 năm 1632, ông được lệnh tháp tùng nhà Chúa khám xét việc xây đê ngăn lũ ở các xã Thám Đương, Yên Duyên, Khuyến Lương huyện Thanh Trì để coi hộ đê vì năm đó có nạn lũ lụt. Tuy nhiên do nước tràn quá cao, đoàn người đã trở về trong ngày hôm đó.
Đầu năm 1640, Thế tử Kiều được lệnh của nhà Chúa, nhắc rõ lại 12 điều nghiêm răn các quan giữ phép để thi hành, đại khái lấy việc hiểu rõ chức vụ và được lòng dân làm gốc. Tháng 9 năm 1642, ông qua đời, hưởng dương 42 tuổi, được truy tặng là Thượng tể, Thượng tướng, Sùng Nghĩa công, ban thuỵ hiệu là Hùng Độ. Theo gia phả họ Trịnh thì về sau ông được tấn tặng tước vương, tức Sùng Nghĩa vương nhưng không rõ là vào thời gian nào.
Trịnh Kiều qua đời, đáng lẽ con trai trưởng của ông là Tông quận công Trịnh Hoành sẽ được chọn nối nghiệp, nhưng chúa Trịnh Tráng cho rằng Hoành còn nhỏ tuổi, nên quyết định chọn người con trai thứ 2 là Tây quận công Trịnh Tạc làm Thái úy Tây quốc công, mở phủ Khiêm Định. Trịnh Tạc về sau nối ngôi Chúa, là đức Hoằng Tổ Dương vương.